# Bryan Muir
Bryan Muir (* 8. června 1973 ve Winnipeg, Manitoba) je bývalý kanadský hokejový obránce.

## Hráčská kariéra
Univerzitní hokej hrál na University of New Hampshire v National Collegiate Athletic Association v letech 1992 až 1995. V roce 1995 podepsal smlouvu s Edmontonem Oilers jako nedraftovaný hráč.
V Edmontonu odehrál pár zápasů, většinu času hrál za Hamilton Bulldogs, farmářský tým Oilers v American Hockey League. Po angažmá v Kanadě se Muir v roce 1998 přesunul do New Jersey Devils, dalšími stanicemi NHL byly Chicago Blackhawks a Tampa Bay Lightning. Během sezóny 2000-01 se připojil k týmu Colorado Avalanche, se kterým v roce 2001 poprvé ve své kariéře vyhrál Stanley Cup. Během výluky v sezóně 2004-05 hrál za MODO Hockey ve švédské Elitserien a Espoo Blues ve finské SM-liigy. Přes Los Angeles Kings se Muir nakonec dostal do Washington Capitals před sezónou 2005-06, kde se stal platným hráčem. Poté, co v sezóně 2007-08 neodehrál ani jeden zápas v NHL, přestoupil do HK Dinamo Minsk v nově založené Kontinentální hokejové lize. Po pouhých šesti měsících opustil běloruský klub, na začátku ledna 2009 podepsal smlouvu s Frankfurt Lions, kde dokončil ročník. Frankfurt Lions odmítl prodloužil smlouvu, stal se tak volným hráčem.

## Ocenění a úspěchy
- 2004 AHL – All-Star Game
- 2004 AHL – První All-Star Tým
- 2004 AHL – Nejlepší nahrávač mezi obránci

## Prvenství

### NHL
- Debut – 8. března 1996 (Edmonton Oilers proti San Jose Sharks)
- První asistence – 7. ledna 1999 (St. Louis Blues proti Chicago Blackhawks)
- První gól – 30. ledna 1999 (Vancouver Canucks proti Chicago Blackhawks, americkému brankáři Garth Snow)

### KHL
- Debut – 2. září 2008 (Metallurg Magnitogorsk proti HK Dinamo Minsk)
- První asistence – 2. září 2008 (Metallurg Magnitogorsk proti HK Dinamo Minsk)
- První gól – 12. září 2008 (HK Dinamo Minsk proti Atlant Mytišči, kanadskému brankáři Andy Chiodo)

## Klubové statistiky
| Sezóna       | Klub                        | Soutěž       |     | Základní část | Základní část | Základní část | Základní část | Základní část |   | Play off | Play off | Play off | Play off | Play off |
| Sezóna       | Klub                        | Soutěž       | Z   | G             | A             | B             | TM            | Z             | G | A        | B        | TM       |          |          |
| 1992–93      | University of New Hampshire | NCAA         | 26  | 1             | 2             | 3             | 24            | —             | — | —        | —        | —        |          |          |
| 1993–94      | University of New Hampshire | NCAA         | 40  | 0             | 4             | 4             | 48            | —             | — | —        | —        | —        |          |          |
| 1994–95      | University of New Hampshire | NCAA         | 28  | 9             | 9             | 18            | 46            | —             | — | —        | —        | —        |          |          |
| 1995–96      | Kanada                      | Mez          | 42  | 6             | 12            | 18            | 38            | —             | — | —        | —        | —        |          |          |
| 1995–96      | Edmonton Oilers             | NHL          | 5   | 0             | 0             | 0             | 6             | —             | — | —        | —        | —        |          |          |
| 1996–97      | Hamilton Bulldogs           | AHL          | 75  | 8             | 16            | 24            | 80            | 14            | 0 | 5        | 5        | 12       |          |          |
| 1996–97      | Edmonton Oilers             | NHL          | —   | —             | —             | —             | —             | 5             | 0 | 0        | 0        | 4        |          |          |
| 1997–98      | Hamilton Bulldogs           | AHL          | 28  | 3             | 10            | 13            | 62            | —             | — | —        | —        | —        |          |          |
| 1997–98      | Edmonton Oilers             | NHL          | 7   | 0             | 0             | 0             | 14            | —             | — | —        | —        | —        |          |          |
| 1997–98      | Albany River Rats           | AHL          | 41  | 3             | 10            | 13            | 67            | 13            | 3 | 0        | 3        | 12       |          |          |
| 1998–99      | Albany River Rats           | AHL          | 10  | 0             | 0             | 0             | 29            | —             | — | —        | —        | —        |          |          |
| 1998–99      | New Jersey Devils           | NHL          | 1   | 0             | 0             | 0             | 0             | —             | — | —        | —        | —        |          |          |
| 1998–99      | Portland Pirates            | AHL          | 2   | 1             | 1             | 2             | 2             | —             | — | —        | —        | —        |          |          |
| 1998–99      | Chicago Blackhawks          | NHL          | 53  | 1             | 4             | 5             | 50            | —             | — | —        | —        | —        |          |          |
| 1999–00      | Chicago Blackhawks          | NHL          | 11  | 2             | 3             | 5             | 13            | —             | — | —        | —        | —        |          |          |
| 1999–00      | Tampa Bay Lightning         | NHL          | 30  | 1             | 1             | 2             | 32            | —             | — | —        | —        | —        |          |          |
| 2000–01      | Detroit Vipers              | IHL          | 21  | 5             | 7             | 12            | 36            | —             | — | —        | —        | —        |          |          |
| 2000–01      | Tampa Bay Lightning         | NHL          | 10  | 0             | 3             | 3             | 15            | —             | — | —        | —        | —        |          |          |
| 2000–01      | Hershey Bears               | AHL          | 26  | 5             | 8             | 13            | 50            | —             | — | —        | —        | —        |          |          |
| 2000–01      | Colorado Avalanche          | NHL          | 8   | 0             | 0             | 0             | 4             | 3             | 0 | 0        | 0        | 0        |          |          |
| 2001–02      | Hershey Bears               | AHL          | 59  | 10            | 16            | 26            | 133           | —             | — | —        | —        | —        |          |          |
| 2001–02      | Colorado Avalanche          | NHL          | 22  | 1             | 1             | 2             | 9             | 21            | 0 | 0        | 0        | 2        |          |          |
| 2002–03      | Hershey Bears               | AHL          | 36  | 9             | 12            | 21            | 75            | 5             | 2 | 6        | 8        | 6        |          |          |
| 2002–03      | Colorado Avalanche          | NHL          | 32  | 0             | 2             | 2             | 19            | —             | — | —        | —        | —        |          |          |
| 2003–04      | Los Angeles Kings           | NHL          | 2   | 0             | 1             | 1             | 2             | —             | — | —        | —        | —        |          |          |
| 2003–04      | Manchester Monarchs         | AHL          | 73  | 13            | 37            | 50            | 141           | 6             | 2 | 3        | 5        | 12       |          |          |
| 2004–05      | Modo                        | SEL          | 26  | 1             | 5             | 6             | 36            | —             | — | —        | —        | —        |          |          |
| 2004–05      | Blues                       | SM-l         | 11  | 1             | 0             | 1             | 30            | —             | — | —        | —        | —        |          |          |
| 2005–06      | Washington Capitals         | NHL          | 72  | 8             | 18            | 26            | 72            | —             | — | —        | —        | —        |          |          |
| 2006–07      | Washington Capitals         | NHL          | 26  | 3             | 4             | 7             | 42            | —             | — | —        | —        | —        |          |          |
| 2007–08      | Toronto Marlies             | AHL          | 50  | 4             | 14            | 18            | 54            | 18            | 0 | 2        | 2        | 37       |          |          |
| 2008–09      | HK Dinamo Minsk             | KHL          | 23  | 1             | 6             | 7             | 47            | —             | — | —        | —        | —        |          |          |
| 2008–09      | Frankfurt Lions             | DEL          | 14  | 0             | 4             | 4             | 42            | 5             | 0 | 0        | 0        | 4        |          |          |
| 2010–11      | Brantford Blast             | MLH          | 1   | 0             | 0             | 0             | 2             | 6             | 2 | 1        | 3        | 4        |          |          |
| 2016–17      | Whitby Dunlops              | ACH          | 2   | 1             | 2             | 3             | 0             | 6             | 0 | 4        | 4        | 4        |          |          |
| Celkem v NHL | Celkem v NHL                | Celkem v NHL | 279 | 16            | 37            | 53            | 289           | 29            | 0 | 0        | 0        | 6        |          |          |